# Margery Sharp
Clara Margery Melita Sharp, meglio conosciuta come Margery Sharp (Salisbury, 25 gennaio 1905 – Aldeburgh, 14 marzo 1991) è stata una scrittrice inglese.

## Biografia
Sharp nacque a Salisbury, sebbene la famiglia sia originaria del nord dello Yorkshire, e trascorse parte della sua infanzia a Malta, periodo in cui iniziò a concepire idee per il suo futuro romanzo The Sun in Scorpio. Nel 1914 tornò in Gran Bretagna, frequentò la Streatham High School e il Bedford College, dove studiò francese. Trascorse un anno alla Westminster Art School, durante il quale entrò a far parte del British University Women's Debating Team ed è stata membro della prima squadra a competere negli Stati Uniti.
A 21 anni, Sharp iniziò a pubblicare le sue storie su riviste, come Punch, Harper's Bazaar, Ladies' Home Journal e Good Housekeeping, e, nel 1930, pubblicò il suo primo romanzo, Rhododendron Pie.
Durante la seconda guerra mondiale lavorò per tre anni come docente di educazione militare; durante questo periodo scrisse il romanzo La carriera di Cluny (Cluny Brown) e lavorò su Britannia Mews, che parlò apertamente del bombardamento di Londra.
Nel 1940 il suo settimo romanzo, The Nutmeg Tree, fu adattato in un'opera teatrale a Broadway col titolo The Lady in Waiting e nel film del 1948, La bella imprudente, diretto da Jack Conway; anche uno dei suoi romanzi più popolari, La carriera di Cluny, fu adattato nel film Fra le tue braccia, diretto da Ernst Lubitsch. Nel 1946 la 20th Century Fox acquisì i diritti di Britannia Mews, e produsse tre anni dopo un adattamento dal titolo The Forbidden Street, mentre nel 1963 venne distribuito un adattamento del racconto The Notorious Tenant, col titolo L'affittacamere.
Nel 1959 pubblicò Le avventure di Bianca e Bernie, adattato nel
1977 dalla The Walt Disney Company nell'omonimo film d'animazione, che ebbe successo di critica e incassi, seguito da un sequel, Bianca e Bernie nella terra dei canguri del 1990, e sebbene inizialmente fosse stata scritta per un pubblico adulto, divenne molto popolare tra i bambini. Sharp continuò la serie con altri otto libri, illustrati da Garth Williams ed Erik Blegvad.

## Vita privata
Nel 1938, Sharp sposò l'ingegnere aeronautico e maggiore Geoffrey Castle e si spense ad Aldeburgh il 14 marzo 1991. Nel 2008 tutti i suoi libri per adulti tranne The Eye of Love andarono fuori catalogo.

## Opere

### Romanzi per adulti
- Rhododendron Pie (1930)
- Fanfare for Tin Trumpets (1932)
- The Nymph and The Nobleman (1932)
- The Flowering Thorn (1934)
- Sophy Cassmajor (1934)
- Four Gardens (1935)
- The Nutmeg Tree (1937)
- Harlequin House (1939)
- The Stone of Chastity (1940)
- Three Companion Pieces (1941)
- La carriera di Cluny (1944)
- Britannia Mews (1946)
- The Foolish Gentlewoman (1948)
- Lise Lillywhite (1951)
- The Gipsy in the Parlour (1954)
- The Tigress on the Hearth (1955)
- The Eye of Love (1957)
- Something Light (1960)
- Martha in Paris (1962)
- Martha, Eric and George
- The Sun in Scorpio (1965)
- In Pious Memory (1967)
- Rosa (1969)
- The Innocents (1972)
- The Lost Chapel Picnic and Other Stories (1973)
- The Faithful Servants (1975)
- Summer Visits (1977)

### Romanzi per ragazzi
- Melisande (1960)
- Lost at the Fair (1965)
- The Magical Cockatoo (1974)
- The Children Next Door (1974)

#### Le avventure di Bianca e Bernie
1. Miss Bianca al Castello Nero (1959)
2. Le avventure di Bianca e Bernie (1962)
3. The Turret (1963)
4. Miss Bianca in the Salt Mines (1966)
5. Miss Bianca in the Orient (1970)
6. Miss Bianca in the Antarctic (1971)
7. Miss Bianca and the Bridesmaid (1972)
8. Bernard the Brave (1977)
9. Bernard into Battle (1978)

### Altro
- The Notorious Tenant (1956)